# Dalum (Alberta)
 For alternative betydninger, se Dalum (flertydig). (Se også artikler, som begynder med Dalum)
Dalum er et kommunefrit område i Alberta, Canada. Det er placeret 15 km syd for Drumheller, Alberta, i krydset mellem Highway 569 og Highway 56 i en højde af 875 meter. Det blev grundlagt af en gruppe danske indvandrere kaldet Dansk Folksamfund i 1917
Området er placeret indenfor census division No. 5 og i det føderale valgdistrikt Crowfoot. Administrativt hører det under Wheatland County.
I byen ligger Bethlehem Lutheran Church of Dalum og Drumheller/Ostergard's Airport er placeret sydøst for byen.